# Schmetterlinge sind frei
Schmetterlinge sind frei (Originaltitel: Butterflies Are Free) ist eine US-amerikanische Filmkomödie von Milton Katselas aus dem Jahr 1972. Das Drehbuch basiert auf der gleichnamigen Komödie (1969), die Leonard Gershe ebenfalls verfasste.

## Handlung
Jill Tanner wohnt in einer kleinen Wohnung in San Francisco und möchte unbedingt Schauspielerin werden. Obwohl Jill erst 19 Jahre alt ist, hat sie mit mehreren Stiefvätern, einer Blitzehe und einem Leben als Hippie schon viel hinter sich. Nun möchte sie am liebsten ungebunden „wie ein Schmetterling“ leben. Jill lernt ihren neuen Nachbarn Don Baker kennen und ist von ihm fasziniert. Der junge Mann, seit seiner Geburt blind, ist gerade von zuhause ausgezogen und stammt aus wohlbehüteten Verhältnissen. Dons fürsorgliche Mutter ist die Autorin von Kinderbüchern über die Abenteuer eines blinden Jungen, genannt „Little Donny Dark“, und nennt ihren Sohn auch noch immer mit dem Kosenamen „Donny“. Nun möchte Don aber endlich ein eigenständiges Leben führen und sich an einer musikalischen Karriere versuchen. Trotz einiger Gegensätze mögen sich Jill und Don sofort und legen, durch eine gemeinsame Tür, ihr Appartement zusammen. Sie verbringen die Nacht miteinander.
Nach der gemeinsamen Nacht taucht Mrs. Baker unerwartet in der Wohnung auf, um nach dem Rechten zu sehen. Der kultivierten und wohlhabenden Frau missfallen die schäbige Wohnung von Don und seine Musikerpläne, auch Jill fragt sie kritisch nach deren Leben aus. Während Donny unterwegs ist, lädt Mrs. Baker Jill zum Mittagessen ein. Auch hier versucht sie noch, Jill davon zu überzeugen, ihren Sohn in Ruhe zu lassen. Mit ihrem unbeständigen Charakter sei Jill für ihren zwar stets optimistischen, aber doch verletzlichen und hilfsbedürftigen Sohn die falsche Partie. Jill reagiert sehr verärgert und möchte die Beziehung zu Don nicht aufgeben. Sie kritisiert Mrs. Baker, dass diese ihren erwachsenen Sohn weiterhin bevormunde und ihn etwa „Donny“ nenne, obwohl er das nicht möchte. Schließlich stürmt Jill aus dem Auto von Mrs. Baker und geht zu ihrem Vorsprechen für ein Theaterstück.
Am Abend ist Jill zu einem Essen mit Don in dessen Wohnung verabredet, doch sie verspätet sich. Die besorgte Mrs. Baker bleibt bei ihrem Sohn. Schließlich taucht Jill mit dem Theaterregisseur Ralph auf, der ihr eine Rolle geben und mit ihr zusammenziehen möchte. Jill packt ihre Sachen zusammen und scheint gar nicht zu bemerken, wie sehr Donny verletzt ist. Sie lädt ihn ein, doch hin und wieder sie und Ralph zu besuchen. Nachdem Jill und Ralph aus dem Zimmer gegangen sind, teilt Don seiner Mutter mit, dass er ihren Wunsch erfüllen und zu ihr nach Haus zurückkehren will. Doch Mrs. Baker besteht nun darauf, dass er in seinem Appartement bleibt. Sie erinnert ihn daran, dass er schon einmal von einer Frau verlassen wurde und dass dies auch sehenden Männern widerfahre und nichts mit seiner Blindheit zu tun habe. Auch Dons Groll gegen seine Mutter verfliegt, als sie ihm erklärt, diese Bücher nur geschrieben zu haben, um ihm seine Ängste zu nehmen – zum Beispiel vor Wasser. Dons Mutter fährt ohne ihn heim. 
Jill hat inzwischen ihre Sachen zusammengepackt und möchte sich von Don verabschieden. Don wirft ihr vor, ihn nur so fluchtartig verlassen zu wollen, damit sie keine tieferen Gefühle für ihn entwickeln und verletzt werden könne. In Wirklichkeit habe sie, Jill, die schlimmere Behinderung, da sie sich zwanghaft an nichts mehr binden wolle. Jill stürmt zunächst davon, kehrt aber zurück und gesteht ihm ihre Liebe: sie hat ihren Gönner verlassen und bleibt bei Don. Der Film endet damit, dass Don und Jill sich weinend und lachend in den Armen halten.

## Produktionshintergrund
Im Jahr 1969 startete Butterflies Are Free am Broadway. Es ist Leonard Gershes bekannteste und erfolgreichste Komödie, die bereits mit mehr als 1100 Vorstellungen aufgeführt wurde. Ihn inspirierte ein Zeitungsreport über einen jungen Blinden namens Harold Krents, der unbedingt erfolgreich werden wollte. Nachdem bereits das Stück am Broadway aufgeführt wurde, veröffentlichte 1972 der Mann aus Scarsdale seine Autobiografie.
Gershes Komödie wurde weitestgehend getreu adaptiert, der vielleicht wichtigste Unterschied ist die Verlegung des Handlungsortes von New York nach San Francisco. Die filmische Umsetzung wurde von der Produktionsfirma Frankovich Productions fertiggestellt und später durch Columbia Pictures vertrieben. Die Komödie wurde in Mono, bei einem Seitenverhältnis von 1,85:1 auf einem 35-mm-Film, aufgenommen. 
Der Film feierte am 6. Juli 1972 in Radio City Music Hall, New York City seine Premiere. In Westdeutschland wurde der Film am 3. November 1972 veröffentlicht.

## Auszeichnungen
- 1973: Oscar für Eileen Heckart in der Kategorie „Beste Nebendarstellerin“
- 1973: Oscar-Nominierung für Charles Lang in der Kategorie „Beste Kamera“
- 1973: Oscar-Nominierung für Arthur Piantadosi und Charles T. Knight in der Kategorie „Bester Ton“
- 1973: Golden Globe Award für Edward Albert in der Kategorie „Bester Nachwuchsdarsteller“
- 1973: Golden-Globe-Nominierung für Edward Albert in der Kategorie „Bester Hauptdarsteller – Komödie oder Musical“
- 1973: Golden-Globe-Nominierung für Goldie Hawn in der Kategorie „Beste Hauptdarstellerin – Komödie oder Musical“
- 1973: Golden-Globe-Nominierung als „Bester Film – Komödie oder Musical“
- 1973: Golden-Globe-Nominierung für Bob Alcivar in der Kategorie „Bester Filmsong“
- 1973: WGA-Award-Nominierung für Leonard Gershe in der Kategorie „Bestes adaptierte Drehbuch“

## Rezeption
Der Filmdienst beschrieb die Liebeskomödie als „psychologisch simpel und streckenweise sehr sentimental“, sie sei aber durch die schauspielerische Leistung von Hawn „unterhaltsam“.
Im Juli 1972 schrieb Vincent Canby in der New York Times, dass der Film „nicht richtig durchdacht“ sei. Der Film sei zwar nicht unintelligent, aber sentimental. Dadurch wirke er wie etwas, „das zu lange im Wasser gelassen“ worden sei.
Der Variety sah Butterflies Are Free hingegen als mustergültiges Beispiel, wie man einen Stoff in ein anderes Medium (hier vom Theater in den Film transportieren) könne. Hawn sei „witzig und berührend“ und Eileen Heckart könne ihr Vielseitigkeit unter Beweis stellen.
Emanuel Levy lobte 2009 rückblickend die Schauspielleistungen, allerdings falle die Regie „steif“ aus und der Film könne seine Herkunft als Theaterstück nicht verleugnen.